# Ferrovie svizzere

Mappa della rete ferroviaria svizzera (aggiornata al 2017).

Le ferrovie svizzere costituiscono una fitta rete di 5.323 km (al 2016) di linee, a scartamenti diversi, di cui circa 3.000 km sono gestite dalla divisione Infrastruttura delle Ferrovie Federali Svizzere. Tutta la rete FFS e buona parte del resto sono elettrificate.
La Svizzera è il primo paese europeo in termini di chilometri percorsi in treno: 2.505 km per abitante ad anno (al 2019). A livello mondiale, solo i giapponesi viaggiano di più in treno. Quasi tutta la rete è elettrificata, ad eccezione dei pochi binari su cui circolano locomotive a vapore a scopi turistici. In Svizzera ci sono 74 compagnie ferroviarie.
La percentuale di pendolari che si recano al lavoro utilizzando i mezzi pubblici (come mezzo di trasporto primario) è del 30%. La quota della ferrovia nel trasporto merci su strada e su rotaia (ripartizione modale) è del 39%. La Svizzera si è classificata al primo posto tra i sistemi ferroviari nazionali europei nell'indice di prestazioni ferroviarie europee del 2017 per l'intensità d'uso, la qualità del servizio e il buon livello di sicurezza.
La Svizzera fa parte dell'Union internationale des chemins de fer (UIC) e il suo codice nazionale UIC è 85.

## Informazioni sulla rete ferroviaria
- lunghezza totale della rete: 5.323 km
- a scartamento normale: 3.773 km con uno scartamento di 1.435 mm (quasi tutti elettrificati)
- a scartamento ridotto: 1.383 km (1.353 km elettrificati), la maggior parte con uno scartamento di 1.000 mm.

## Storia
La prima linea ferroviaria ad interessare il territorio elvetico fu l'estensione della ferrovia Strasburgo-Basilea, che raggiunse le mura della città di Basilea nel giugno 1844. La prima linea ferroviaria completamente interna al territorio svizzero fu invece, nel 1847, la ferrovia Zurigo-Baden, poi estesa fino ad Olten, aperta dalla compagnia Schweizerische Nordbahn.
Durante la seconda metà dell'Ottocento vennero costruite numerose linee ferroviarie.

## Lista di società ferroviarie svizzere
In Svizzera c'è un numero particolarmente alto di società ferroviarie in concessione, la cui proprietà può essere privata o dei singoli cantoni.

### Scartamento normale
La seguente è una lista il più completa possibile di tutte le società ferroviarie che gestiscono una linea a scartamente normale sul territorio svizzero. Questa lista comprende anche società straniere con linee in Svizzera (come Deutsche Bahn), ma non le filiali estere di società svizzere (come SBB Sagl).
Società registrate che non possiedono nessuna linea (come Cisalpino) sono segnalate separatamente nella tabella. Ogni società riceve una sigla dall'ufficio federale per il traffico (www.bav.admin.ch). Visto che la sigla può avere fino a 6 caratteri, a volte nome e sigla coincidono.
| Società                                                    | Sigla           | Dal  | Commenti                                                                               |
| AlpTransit Gotthard                                        | ATG             | 1998 | Erstfeld-Amsteg Grund, 5.25 km, Ferrovia di collegamento per il cantiere, non pubblica |
| Appenzeller Bahnen                                         | AB              | 2006 | prima chiamata Ferrovia Rorschach-Heiden                                               |
| BLS SA                                                     | BLS             | 2006 | Dalla fusione di BLS Lötschbergbahn e Regionalverkehr Mittelland                       |
| Chemin de fer de l'Etat de Genève                          | CFEG            | 1888 | Genève-Eaux-Vives - confine (- Annemasse), gestione attraverso SNCF                    |
| Chemins de fer du Jura                                     | CJ              | 1944 | Parzialmente scartamento ridotto                                                       |
| Dampfbahn-Verein Zürcher Oberland                          | DVZO            | 2000 | Bäretswil-Bauma, Servizio dal 1978                                                     |
| Deutsche Bahn                                              | DB              | 1994 | Regione Sciaffusa e Basilea                                                            |
| Ferrovie dello Stato                                       | FS              | 1992 | Nessuna linea in Svizzera, passeggeri: Trenitalia                                      |
| Hafenbahn des Kantons Basel-Stadt                          | HBS             | 1924 | Kleinhüningen, St. Johann, solo merci, 2 reti separate                                 |
| Hafenbahn des Kantons Basel-Landschaft                     | HBL             | 1940 | Au, Birsfelden, solo merci                                                             |
| Kriens-Luzern-Bahn                                         | KLB             | 1886 | solo merci                                                                             |
| Chemin de fer Orbe-Chavornay                               | OC              | 1894 | Gestione attraverso TRAVYS                                                             |
| Oensingen-Balsthal-Bahn                                    | OeBB            | 1899 |                                                                                        |
| Österreichische Bundesbahnen                               | ÖBB             | 1947 | Buchs, St. Margrethen                                                                  |
| Rigi-Bahnen                                                | RB              | 1992 | Fusione ARB + VRB                                                                      |
| Ferrovie Federali Svizzere                                 | SBB CFF FFS VFS | 1902 | Dal 1999 speciale SA                                                                   |
| Confederazione Svizzera                                    | CH              | 1968 | Courtemaîche-Bure, 4.72 km, Collegamento con la piazza d'armi, non pubblica            |
| Schweizerische Südostbahn                                  | SOB             | 2001 | Fusione BT + SOB                                                                       |
| Sihltal Zürich Uetliberg Bahn                              | SZU             | 1973 |                                                                                        |
| Société Nationale des Chemins de fer Français              | SNCF            | 1938 | Traffico frontaliero a Basilea e Ginevra verso la Francia                              |
| Sursee-Triengen-Bahn                                       | ST              | 1912 | solo merci                                                                             |
| Tramway du sud-ouest lausannois                            | TSOL            | 1991 |                                                                                        |
| Thurbo                                                     | THURBO          | 2002 | Filiale FFS (90%)                                                                      |
| Transports de Martigny et Régions                          | TMR             | 2001 | parzialmente a scartamento ridotto                                                     |
| Transports publics Fribourgeois                            | TPF             | 2000 | parzialmente a scartamento ridotto                                                     |
| TRN SA (Transports Régionaux Neuchâtelois)                 | TRN             | 1999 | parzialmente a scartamento ridotto                                                     |
| Transports Vallée de Joux, Yverdon-les-Bains, Sainte Croix | TRAVYS          | 2001 | parzialmente a scartamento ridotto                                                     |
| Chemin de fer Vevey-Chexbres                               | VCh             | 1904 | Linea parzialmente noleggiata alle FFS                                                 |

#### Società registrate, ma senza linee di proprietà
Dati aggiornati al 12 luglio 2006. Fonte: Confederazione Svizzera 
- BLS Cargo AG
- Club del San Gottardo
- CIS Cisalpino SA
- CR Crossrail SA
- Eurovapor
- Historische Eisenbahn Gesellschaft
- Mikado 1244
- Rail in-Sagl
- Rail4Chem Transalpin SA
- RegionAlps SA
- RTS Rail Tracion Services (Switzerland) SA
- Ferrovie Federali Svizzere FFS Cargo SA
- TiLo SA
- TX Logistik GmbH
- Vapeur Val-de-Travers (VVT)
- Verein Dampfbahn Bern
- Verein Historische Seethalbahn
- Verein Pacific 01 202
- Zürcher Museums-Bahn (ZMB)

### Scartamento ridotto
| Società                                                    | Sigla  | Dal    | al     | Note |
| AlpTransit Gotthard                                        | ATG    | 1998   |        | Tscheppa-Las Rueras, ferrovia di cantiere, non pubblica                                                         |
| Appenzeller Bahnen                                         | AB     | 2006   |        | parzialmente a scartamento normale, Fusione tra AB, TB, RhW, e RHB                                              |
| Appenzeller Bahnen                                         | AB     | 1988   | 2006   | |
| Appenzellerbahn                                            | AB     | 1885   | 1988   | |
| Appenzell–Weissbad–Wasserauen-Bahn                         | AWW    | 1940   | 1947   | Cambio nome |
| Säntis-Bahn                                                | SB     | 1912   | 1939   | |
| Schweizerische Gesellschaft für Localbahnen                | SLB    | 1875   | 1885   | |
| Elektrische Bahn St. Gallen–Gais–Appenzell–Altstätten      | SGA    | 1947   | 1988   | |
| Altstätten-Gais-Bahn                                       | AG     | 1911   | 1947   | |
| Elektrische Bahn St. Gallen–Gais–Appenzell                 | SGA    | 1931   | 1947   | |
| Appenzeller-Strassenbahn-Gesellschaft                      | ASt    | 1889   | 1931   | |
| Bergbahn Rheineck-Walzenhausen                             | RhW    | 1896   | 2006   | fino al 1956 funicolare                                                                                         |
| Trogenerbahn                                               | TB     | 1903   | 2006   | |
| Verkehrsbetriebe der Stadt St. Gallen                      | VBSG   | 1950   | 1957   | Tram fuori servizio                                                                                             |
| Trambahn der Stadt St. Gallen                              | TStG   | 1897   | 1950   | † 1º ottobre 1957                                                                                               |
| Aare Seeland mobil                                         | ASm    | 1999   |        | Fusione |
| Biel-Täuffelen-Ins-Bahn                                    | BTI    | 1945   | 1999   | |
| Seeländische Lokalbahnen                                   | SLB    | 1916   | 1945   | |
| Regionalverkehr Oberaargau                                 | RVO    | 1990   | 1999   | |
| Oberaargau-Jura Bahn                                       | OJB    | 1958   | 1990   | |
| Langenthal-Jura-Bahn                                       | LJB    | 1907   | 1958   | |
| Langenthal-Melchnau-Bahn                                   | LMB    | 1917   | 1958   | |
| Solothurn-Niederbipp-Bahn                                  | SNB    | 1918   | 1999   | |
| Ferrovia Museo Blonay-Chamby                               | BC     | 1968   |        | |
| Chemins de fer électriques Veveysans                       | CEV    | 1902   | (1968) | Blonay-Chamby 1968 alla BC                                                                                      |
| BDWM Transport                                             | BDWM   | 2000   |        | Fusione con WM                                                                                                  |
| Bremgarten-Dietikon-Bahn                                   | BD     | 1902   | 2000   | |
| Bergbahn Lauterbrunnen-Mürren                              | BLM    | 1891   |        | |
| Baselland Transport                                        | BLT    | 1974   |        | |
| Birseckbahn                                                | BEB    | 1902   | 1974   | |
| Birsigtalbahn                                              | BTB    | 1887   | 1974   | |
| Basellandschaftliche Ueberlandbahn                         | BUeB   | 1921   | 1974   | |
| Trambahn Basel-Aesch                                       | TBA    | 1907   | 1974   | |
| Biel-Meinisberg-Bahn                                       | BMB    | 1913   | 1940   | † 30 giugno 1940                                                                                                |
| Berner Oberland Bahnen                                     | BOB    | 1890   |        | |
| Schynige Platte-Bahn                                       | SPB    | 1893   | 1895   | |
| Brunnen-Morschach-Axenstein-Bahn                           | BrMB   | 1904   | 1969   | † 29 marzo 1969                                                                                                 |
| Brienz-Rothorn-Bahn                                        | BRB    | 1892   |        | |
| Chemins de fer du Jura                                     | CJ     | 1944   |        | |
| Chemin de fer Tavannes-Le Noirmont                         | CTN    | 1927   | 1943   | |
| Chemin de fer Tramelan-Les Breuleux-Le Noirmont            | TBN    | 1913   | 1927   | |
| Chemin de fer Tavannes-Tramelan                            | TT     | 1884   | 1927   | |
| Régional Saignelégier-Glovelier                            | RSG    | 1904   | 1943   | Dal 1953 a scartamento normale                                                                                  |
| Chemin de fer Saignelégier-La Chaux-de-Fonds               | SC     | 1892   | 1943   | |
| Dampfbahn Furka-Bergstrecke                                | DFB    | 1987   |        | |
| Furka-Oberalp Bahn                                         | FO     | 1925   | (1987) | Parte Gletsch-Furka                                                                                             |
| Furka Oberalp Bahn                                         | FO     | 1925   | (1989) | Parte Furka-Realp                                                                                               |
| Ferrovie autolinee regionali ticinesi                      | FART   | 1961   |        | Cambio nome |
| Ferrovie regionali ticinesi                                | FRT    | 1923   | 1961   | Centovallibahn                                                                                                  |
| Locarno - Ponte Brolla - Bignasco                          | LPB    | 1907   | 1948   | Maggiatalbahn † 29 novembre 1965                                                                                |
| Società tramvie elettriche locarnesi                       | STL    | 1908   | 1922   | Trambahn Locarno † 30 aprile 1960                                                                               |
| Forchbahn                                                  | FB     | 1912   |        | |
| Ferrovia Lugano-Ponte Tresa                                | FLP    | 1912   |        | |
| Ferrovia Biasca-Acquarossa                                 | BA     | 1911   | 1973   | Bleniotalbahn † 1973                                                                                            |
| Ferrovia Mesolcinese                                       | FM     | 2003   |        | Ferrovia museo (dal 1995)                                                                                       |
| Rhätische Bahn                                             | RhB    | 1895   | (2003) | Castione-Cama alla Ferrovia Mesolcinese                                                                         |
| Societa Ferrovia elettrica Bellinzona-Mesocco              | BM     | 1907   | 1941   | Bellinzona-Castione -Cama-Mesocco                                                                               |
| Frauenfeld-Wil-Bahn                                        | FW     | 1887   |        | |
| Gornergrat Bahn                                            | GGB    | 2005   |        | Cambio nome |
| Gornergrat-Monte Rosa-Bahnen                               | GGB    | 1997   | 2005   | Cambio nome |
| Gornergrat-Bahn                                            | GGB    | 1889   | 1997   | |
| Jungfraubahn                                               | JB     | 1898   |        | |
| Ferrovia Lugano-Cadro-Dino                                 | LCD    | 1911   | 1970   | † 30 maggio 1970                                                                                                |
| Chemin de fer Lausanne-Echallens-Bercher                   | LEB    | 1913   |        | |
| Central Vaudois                                            | CV     | 1889   | 1912   | |
| Chemin de fer Lausanne-Echallens                           | LE     | 1873   | 1912   | |
| Leuk-Leukerbad-Bahn                                        | LLB    | 1915   | 1967   | † 27 maggio 1967                                                                                                |
| Ferrovia Lugano-Tesserete                                  | LT     | 1909   | 1967   | † 27 maggio 1967                                                                                                |
| Transports de la région Morges–Bière–Cossonay              | MBC    | 2003   |        | Cambio nome |
| Chemin de fer Bière-Apples-Morges                          | BAM    | 1895   | 2003   | |
| Chemin de fer Apples-L'Isle                                | AL     | 1896   | 1899   | |
| Matterhorn-Gotthard-Bahn                                   | MGB    | 2003   |        | Fusione |
| BVZ Zermatt-Bahn                                           | BVZ    | 1991   | 2002   | Cambio nome |
| Brig-Visp-Zermatt-Bahn                                     | BVZ    | 1961   | 1991   | Cambio nome |
| Visp-Zermatt-Bahn                                          | VZ     | 1890   | 1961   | |
| Furka-Oberalp-Bahn                                         | FO     | 1925   | 2002   | |
| Brig-Furka-Disentis-Bahn                                   | BFD    | 1915   | 1925   | |
| Schöllenenbahn                                             | SchB   | 1917   | 1961   | |
| Meiringen-Innertkirchen-Bahn                               | MIB    | 1946   |        | Cambio nome |
| Kraftwerke Oberhasli                                       | KWO    | 1926   | 1946   | |
| Montreux-Berner Oberland-Bahn                              | MOB    | 1901   |        | |
| Transports Montreux-Vevey-Riviera                          | MVR    | 2001   |        | Fusione |
| Chemins de fer électriques Veveysans                       | CEV    | 1902   | 2001   | parzialmente fuori servizio                                                                                     |
| Chemin de fer Montreux-Territet-Glion-Rochers de Naye      | MTGN   | 1992   | 2001   | |
| Chemin de fer de Montreux-Glion-Rochers-de-Naye            | MGN    | 1987   | 1991   | |
| Chemin de fer Glion-Rochers-de-Naye                        | GN     | 1892   | 1986   | |
| Chemin de fer Montreux-Glion                               | MGl    | 1909   | 1986   | |
| Chemin de fer funiculaire Territet-Glion                   | TG     | 1883   | 1991   | |
| Chemin de fer Nyon-Saint-Cergue-Morez                      | NStCM  | 1916   |        | |
| Pilatusbahn                                                | PB     | 1889   |        | |
| Regionalverkehr Bern-Solothurn                             | RBS    | 1984   |        | |
| Solothurn-Zollikofen-Bern Bahn                             | SZB    | 1922   | 1983   | |
| Bern-Zollikofen Bahn                                       | BZB    | 1912   | 1921   | |
| Elektrische Schmalspurbahn Solothurn-Bern                  | ESB    | 1916   | 1921   | |
| Vereinigte Bern-Worb Bahnen                                | VBW    | 1927   | 1983   | |
| Bern-Worb Bahn                                             | BWB    | 1907   | 1926   | |
| Bern-Muri-Gümligen-Worb Bahn                               | BMGWB  | 1898   | 1907   | |
| Worblentalbahn                                             | WT     | 1913   | 1926   | |
| Rhätische Bahn                                             | RhB    | 1895   |        | |
| Bernina-Bahngesellschaft                                   | BB     | 1908   | 1942   | |
| Societa Ferrovia elettrica Bellinzona-Mesocco              | BM     | 1907   | 1941   | † 27 maggio 1972 Bellinzona-Castione † 9 dicembre 1979 Cama-Mesocco Il resto nel 2003 alla Ferrovia Mesolcinese |
| Chur-Arosa-Bahn                                            | ChA    | 1914   | 1941   | |
| Landquart-Davos-Bahn                                       | LD     | 1889   | 1895   | |
| Rigi-Scheidegg-Bahn                                        | RSB    | 1874   | 1931   | † 31 dicembre 1942                                                                                              |
| Sernftalbahn                                               | SeTB   | 1905   | 1969   | † 31 maggio 1969                                                                                                |
| Società subalpina di imprese ferroviarie                   | SSIF   | (1912) |        | accordo di servizio con FART                                                                                    |
| Trait-Planches                                             | TP     | 1898   | 1912   | † 11 novembre 1912                                                                                              |
| Transports de Martigny et Régions                          | TMR    | 2001   |        | parzialmente a scartamento normale                                                                              |
| Chemin de Fer de Martigny au Châtelard                     | MC     | 1906   | 2001   | Mont-Blanc Express                                                                                              |
| Transports Publics du Chablais                             | TPC    | 1977   |        | in collaborazione                                                                                               |
| Chemin de fer Aigle-Leysin                                 | AL     | 1900   |        | |
| Chemin de fer Aigle-Ollon-Monthey-Champéry                 | AOMC   | 1946   |        | |
| Chemin de fer Aigle-Ollon-Monthey                          | AOM    | 1907   | 1945   | |
| Chemin de fer Monthey-Champéry-Morgins                     | MCM    | 1908   | 1945   | |
| Chemin de fer Aigle-Sépey-Diablerets                       | ASD    | 1913   |        | |
| Chemin de fer Bex-Villars-Bretaye                          | BVB    | 1943   |        | |
| Chemin de fer Bex-Gryon-Villars-Chesière                   | BGVC   | 1906   | 1942   | |
| Chemin de fer Bex-Gryon-Villars                            | BGV    | 1898   | 1906   | |
| Chemin de fer Villars-Bretaye                              | VB     | 1913   | 1942   | |
| Transports publics Fribourgeois                            | TPF    | 2000   |        | parzialmente a scartamento normale                                                                              |
| Chemins de fer Fribourgeois Gruyère-Fribourg-Morat         | GFM    | 1942   | 2000   | parzialmente a scartamento normale                                                                              |
| Chemins de fer Electriques de la Gruyère                   | CEG    | 1903   | 1941   | |
| Chemin de fer Châtel-Bulle-Montbovon                       | CBM    |        |        | |
| Chemin de fer Châtel-Palézieux                             | CP     | 1901   | 1907   | |
| Transports Vallée de Joux, Yverdon-les-Bains, Sainte Croix | TRAVYS | 2001   |        | parzialmente a scartamento normale                                                                              |
| Chemin de fer Yverdon - Ste-Croix                          | YSteC  | 1893   | 2000   | |
| Transports Régionaux Neuchâtelois                          | TRN    | 1999   |        | parzialmente a scartamento normale                                                                              |
| Chemins de fer des Montagnes Neuchâteloises                | CMN    | 1947   | 1999   | |
| Chemin de fer Ponts-Sagne-Chaux-de-Fonds                   | PSC    | 1889   | 1947   | |
| Chemin de fer Régional des Brenets                         | RdB    | 1890   | 1947   | |
| Uster-Oetwil Bahn                                          | UOe    | 1909   | 1949   | † 1º ottobre 1949                                                                                               |
| Wengernalpbahn                                             | WAB    | 1893   |        | |
| Waldenburgerbahn                                           | WB     | 1880   |        | |
| Wetzikon-Meilen-Bahn                                       | WMB    | 1903   | 1950   | † 13 maggio 1950                                                                                                |
| Wynental- und Suhrentalbahn                                | WSB    | 1957   |        | Nome di marketing dal 2002: AAR bus+bahn                                                                        |
| Aarau-Schöftland Bahn                                      | AS     | 1901   | 1956   | Suhrentalbahn                                                                                                   |
| Wynentalbahn                                               | WTB    | 1904   | 1956   | |
| Zentralbahn                                                | ZB     | 2005   |        | Fusione |
| Luzern-Stans-Engelberg-Bahn                                | LSE    | 1964   | 2005   | |
| Stansstad-Engelberg-Bahn                                   | StEB   | 1898   | 1964   | |
| SBB Brünig                                                 | SBB    | (1903) | (2005) | Dal 1914 Interlaken-Luzern                                                                                      |
| Jura-Simplon-Bahn                                          | JS     | 1890   | 1903   | Brienz-Luzern                                                                                                   |
| Jura-Bern-Luzern                                           | JBL    | (1888) | 1889   | Brienz-Alpnachstad                                                                                              |